# 敦布拉瓦鄉 (蒂米什縣)
45°49′25″N 22°07′03″E / 45.8236°N 22.1175°E
敦布拉瓦鄉（羅馬尼亞語：Comuna Dumbrava, Timiș），是羅馬尼亞的鄉份，位於該國西部，由蒂米什縣負責管轄，面積57平方公里，海拔高度147米，2002年人口2,741，人口密度每平方公里48人。